# Louis Monza
Louis Monza (Cislago, 22 juin 1898 – Lecco, 29 septembre 1954) est un prêtre italien, fondateur de l'Institut Séculier des Petites Apôtres de la Charité. Il est reconnu comme bienheureux par l'Église catholique.

## Biographie
Louis Monza est né à Cislago, dans la province de Varèse, le 22 juin 1898 d'une famille paysanne pauvre et pieuse. Il entre au séminaire à l'âge de dix-huit ans, après avoir connu la fatigue du travail des champs, les veilles de nuit pour continuer ses études et la lutte pour la survie quotidienne. En 1916, il obtient un poste de préfet au Collège Villoresi San Giuseppe de Monza. Le 19 septembre 1925, il reçoit l'ordination sacerdotale, devenant ainsi prêtre dans l'archidiocèse de Milan. Il est envoyé prendre soin des jeunes de l'oratoire masculin de la paroisse de Vedano Olona.
Le début de son ministère est marqué par toutes sortes de procès et jusqu'à la prison sous le régime fasciste : injustement accusé par les fascistes d'avoir organisé une attaque contre le podestat local, il fut emprisonné avec le curé, pour être par la suite acquitté et libéré quatre mois plus tard.
En 1929, il fut transféré au sanctuaire de la Madonna dei miracoli à Saronno, où il fut l'animateur de plusieurs initiatives de jeunesse. Ici son regard, affiné dans l'épreuve, voit un monde marqué par la solitude, la tristesse et l'égoïsme, qu'il considère urgent de ramener à l'amour de Dieu.
En 1936, il est envoyé à la paroisse de San Giovanni in Lecco, où il est un curé de paroisse très populaire. Il est toujours disponible et proche des pauvres, des malades et de ceux qui, comme lui, ont injustement souffert de la persécution et de l'oppression. Pendant la Seconde Guerre mondiale, il fait de son mieux pour ses paroissiens engagés au front. Sans s'immiscer dans la politique, il cache et sauve plusieurs partisans, mais pendant la libération il défend également les militants fascistes et les collaborateurs qui étaient l'objet de violences.
Son enseignement repose sur la charité et l'exemple de l'enthousiasme des chrétiens des premiers siècles. Il demande à ne pas ignorer ses frères mais plutôt à les prendre en charge, à construire des relations interpersonnelles authentiques et à s'engager dans une action missionnaire et évangélisatrice.

## Fondation de la congrégation
Dès 1937 lui vient l'idée d'un institut appelé à apporter au monde la plénitude de la vie consacrée à l'amour total du Christ "avec la ferveur apostolique de la première communauté chrétienne". Ce seront les Petits Apôtres de la Charité.
Après une première période de recherche sur la manière de réaliser au mieux cet idéal, le père Monza et ses disciples créent l'association « La Nostra Famiglia ». Cette association vise l'assistance sociale et sanitaire, l'éducation et la formation, en particulier pour les personnes handicapées, en particulier les enfants, qui sont éduqués avec les meilleures techniques médico-scientifiques-pédagogiques.
Aujourd'hui encore, les Petits Apôtres de la Charité travaillent dans les structures de cette association, leur mission est centrée sur les jeunes et les familles.
A ce jour, il existe différentes structures de "La Nostra Famiglia" présentes en Italie, au Soudan, au Brésil et en Equateur et elles collaborent également en Chine, au Maroc et en Palestine.

## Mort et reconnaissance
Monza n'a pas vu de ses propres yeux le développement de sa création ; il est frappé par une crise cardiaque le 29 septembre 1954 et s'éteint silencieusement. Le bienheureux cardinal Alfredo Ildefonso Schuster le compare au « bon pasteur » évangélique. Le zèle prodigué dans ses travaux paroissiaux, le soin de la catéchèse et de la liturgie, la prédication chaleureuse et concrète et la proximité avec les pauvres du quartier en ont fait un modèle de vie sacerdotale et un prototype du « prêtre ambroisien » : comme tel il était admiré vivant et honoré après la mort. Sa réputation de sainteté se répand rapidement.

## Culte
Le 20 décembre 2003, il est déclaré "vénérable" par Jean-Paul II. Le miracle opéré par son intercession, reconnu le 19 décembre 2005 par décret du Pape Benoît XVI, conduit à sa béatification, qui a lieu le 30 avril 2006 dans la cathédrale de Milan avec une cérémonie présidée par le cardinal archevêque Dionigi Tettamanzi.
Son enseignement repose sur la charité et l'exemple de l'enthousiasme des chrétiens des premiers siècles. Il demande à ne pas ignorer ses frères mais plutôt à les prendre en charge, à construire des relations interpersonnelles authentiques et à s'engager dans une action missionnaire et évangélisatrice.